# Saint-Maudez
 Saint-Maudez  (en bretón Sant-Maodez) es una población y comuna francesa, situada en la región de Bretaña, departamento de Côtes-d'Armor, en el distrito de Dinan y cantón de Plélan-le-Petit.

## Demografía
| 288 | 236 | 229 | 207 | 222 | 226 |
| Para los censos de 1962 a 1999 la población legal corresponde a la población sin duplicidades (Fuente: INSEE [Consultar]) |     |     |     |     |     |